# Manifesto
Manifesto — американський рок-гурт з Вашингтона, до складу якого ввійшли Michael Hampton (вокал, гітара, програмування барабанів), Bert Queiroz (бас) та Ivor Hanson (ударні). Гурт був створений у 1988 році після розпаду попередніх гуртів Гемптона, Embrace і One Last Wish, які проіснували недовго. Дебютним записом тріо став 7-дюймовий сингл «Burn», випущений у 1988 році на студії Skip Groff's Y&T Records. У 1992 році вони випустили свій однойменний і єдиний студійний альбом на британській студії Fire Records. Наступного року, незабаром після виходу альбому, Manifesto розпався.
На відміну від хардкор-панк звучання попередніх гуртів Гемптона, Manifesto має більш попсове звучання, запозичене у джангл-поп гуртів 1980-х років.
Дебютний альбом гурту продюсував John A. Rivers, відомий тим, що продюсував такі британські поп-гурти, як Close Lobsters, Pastels.

## Учасники гурту
- Michael Hampton — вокал, гітара, програмування барабанів;
- Bert Queiroz — бас-гітара;
- Ivor Hanson — ударні.

## Дискографія

### Студійні альбоми
- Manifesto (1992).

### Міні-альбоми
- History (1990);
- Pattern 26 (1993).

### Сингли
- «Burn / Longtime» (1988);
- «Walking Backwards» (1991);
- «Gravity» (1992);
- «Pattern 26» (1992);
- «Sugar» (1992).